# Henk Cornelisse
Hendrik Jan Willem, dit Henk Cornelisse (né le 16 octobre 1940 à Amsterdam) est un coureur cycliste néerlandais. Cornelisse est sociétaire au club cycliste local du Olympia Amsterdam. Il a été médaillé de bronze dans l'épreuve de la poursuite par équipes aux Jeux olympiques de 1964. Il a ensuite été coureur professionnel de 1965 à 1969.
Son frère Rink a également été coureur cycliste, de même que son fils Michel, professionnel de 1987 à 2000, puis directeur sportif.

## Palmarès

### Jeux olympiques
- Tokyo 1964
  -  Médaillé de bronze de la poursuite par équipes

## Palmarès sur route
- 1962
  - Tour d'Overijssel
  - Tour de Hollande-Septentrionale
- 1963
  - 6e du championnat du monde sur route amateurs
- 1964
  - 1re étape de l'Olympia's Tour
  - 2e du Circuit de Campine
- 1966
  - 3e du Circuit des régions fruitières